# Filmografia de Christopher Nolan

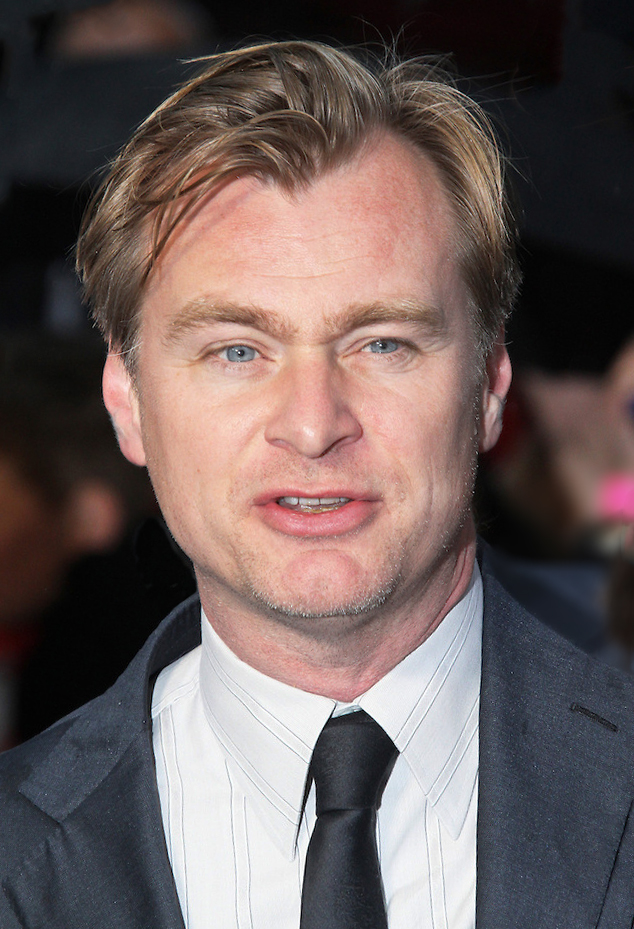
Nolan en l'estrena del 2013 de Man of Steel

Christopher Nolan és un director, guionista i productor cinematogràfic britànic-americà. El seu debut com a director de llargmetratges va ser el thriller policíac neo-noir Following (1998), que va ser fet amb un pressupost de 6.000 dòlars. Dos anys més tard, va dirigir el thriller psicològic Memento (2000), el qual va ser protagonitzat per Guy Pearce com un home que sofreix d'amnèsia anterògrada  (pèrdua de memòria a curt termini) que busca l'assassí de la seva dona. De manera similar al seu llargmetratge de debut, la pel·lícula tenia una estructura narrativa no lineal, i va ser la seva pel·lícula revelació. Va ser aclamada pels crítics i va tenir un èxit comercial sorprenent. Aquesta, li va valdre a Nolan la seva primera nominació al Premi del Sindicat de Directors a la millor direcció, a més de ser nominat a l'Oscar al millor guió original per escriure el guió. Poc després, va dirigir una nova versió del thriller de misteri Insomnia (2002), protagonitzada per Al Pacino, Robin Williams i Hilary Swank. Va ser la seva primera pel·lícula per a la companyia Warner Bros., i va tenir un èxit crític i comercial.
El 2005, Nolan va dirigir la pel·lícula de superherois Batman Begins de Warner Bros, que va ser protagonitzada per Christian Bale i contava la història de l'origen del protagonista. L'any següent, va dirigir el thriller psicològic The Prestige (2006) on Bale i Hugh Jackman interpretaven a mags rivals en l'escenari del segle XIX. La seva pel·lícula següent va estar la seqüela de Batman Begins, The Dark Knight, a la qual Bale va reprendre el seu rol com a Batman juntament amb Heath Ledger com a Joker. La pel·lícula va recaptar un total mundial de mil milions de dòlars, sent la més taquillera del 2008. A més, va rebre 8 nominacions en la 81.ª edició dels Premios Oscar, i Nolan va rebre la seva segona nominació en els Premis del Sindicat de Directors. El 2010, va dirigir la pel·lícula d'acció Origen, protagonitzada per Leonardo DiCaprio com un lladre que lidera un equip que roba informació entrant al subconscient de les persones. Va ser nominada per a millor pel·lícula als Premis Oscar, als Premis BAFTA i als Premis Globus d'Or, i Nolan va rebre la seva tercera nominació als Premis del Sindicat de Directors.
Dos anys més tard, Nolan va dirigir The Dark Knight Rises (2012), la qual va recaptar un total mundial en taquilla de mil milions de dòlars aproximadament. Després, va produir la pel·lícula de superherois de Zack Snyder L'home d'acer (2013) i va dirigir la pel·lícula de ciència-ficció Interstellar (2014), protagonitzada per Matthew McConaughey, Anne Hathaway i Jessica Chastain, que va guanyar el Saturn a la millor pel·lícula de ciència-ficció. El 2017, Nolan va dirigir la pel·lícula de guerra Dunkerque, per la qual va rebre la seva primera nominació l'Oscar a la millor direcció i tres anys més tard, va dirigir la pel·lícula de ciència-ficció Tenet (2020). El seu següent llargmetratge va ser Oppenheimer (2023), una pel·lícula biogràfica centrada en J. Robert Oppenheimer, amb Cillian Murphy protagonitzant al personatge principal, interpretació per la qual va guanyar l'Oscar al millor actor. A més, la pel·lícula va guanyar l'Oscar a la millor pel·lícula i Nolan var aconseguir l'Oscar a la millor direcció.

## Pel·lícules
| Any  | Títol                 | Director | Guionista | Productor | Ref(s)        |
| ---- | --------------------- | -------- | --------- | --------- | ------------- |
| 1998 | Following             | Sí       | Sí        | Sí        | [ 18 ] [ 19 ] |
| 2000 | Memento               | Sí       | Sí        | No        | [ 18 ] [ 19 ] |
| 2002 | Insomnia              | Sí       | No        | No        | [ 18 ] [ 19 ] |
| 2005 | Batman Begins         | Sí       | Sí        | No        | [ 18 ] [ 19 ] |
| 2006 | The Prestige          | Sí       | Sí        | Sí        | [ 18 ] [ 19 ] |
| 2008 | The Dark Knight       | Sí       | Sí        | Sí        | [ 18 ] [ 19 ] |
| 2010 | Origen                | Sí       | Sí        | Sí        | [ 18 ] [ 19 ] |
| 2012 | The Dark Knight Rises | Sí       | Sí        | Sí        | [ 18 ] [ 19 ] |
| 2013 | L'home d'acer         | No       | Parcial   | Sí        | [ 18 ] [ 19 ] |
| 2014 | Interstellar          | Sí       | Sí        | Sí        | [ 18 ] [ 19 ] |
| 2017 | Dunkerque             | Sí       | Sí        | Sí        | [ 18 ] [ 19 ] |
| 2020 | Tenet                 | Sí       | Sí        | Sí        | [ 20 ]        |
| 2023 | Oppenheimer           | Sí       | Sí        | Sí        | [ 21 ]        |

Productor executiu
| Any  | Títol                              | Notes                                                   | Ref(s)        |
| ---- | ---------------------------------- | ------------------------------------------------------- | ------------- |
| 2014 | Transcendence                      |                                                         | [ 22 ] [ 23 ] |
| 2016 | Batman v Superman: Dawn of Justice |                                                         | [ 22 ] [ 23 ] |
| 2017 | La Lliga de la Justicia            |                                                         | [ 22 ] [ 23 ] |
| 2021 | Zack Snyder'S Justice League       | Versió del director de La Lliga de la Justicia del 2017 | [ 24 ]        |

## Curtmetratges
| Any  | Títol             | Director | Productor | Guionista | Director de fotografia | Editor | Notes                                                                                                | Ref(s)               |
| ---- | ----------------- | -------- | --------- | --------- | ---------------------- | ------ | --- | -------------------- |
| 1989 | Tarantella        | Sí       | Sí        | Sí        | Sí                     | Sí     | Sense estrena oficial, disponible en Media Burn Independent Video Archive. Codirigida amb Roko Belic | [ 25 ] [ 26 ] [ 27 ] |
| 1996 | Larceny           | Sí       | Sí        | Sí        | Sí                     | Sí     | Sense estrena oficial                                                                                | [ 25 ] [ 26 ] [ 27 ] |
| 1997 | Doodlebug         | Sí       | Sí        | Sí        | Sí                     | Sí     | | [ 25 ] [ 26 ] [ 27 ] |
| 2015 | Quay              | Sí       | Sí        | No        | Sí                     | Sí     | També compositor. Curtmetratge documental                                                            | [ 25 ] [ 26 ] [ 27 ] |
| 2019 | The Doll's Breath | No       | Parcial   | No        | No                     | No     | | [ 28 ] [ 29 ]        |

## Aparicions en documentals
| Any  | Títol                                    | Ref(s)        |
| ---- | ---------------------------------------- | ------------- |
| 2011 | These Amazing Shadows                    | [ 30 ] [ 31 ] |
| 2012 | Side by Side                             | [ 30 ] [ 31 ] |
| 2016 | Cinema Futures                           | [ 32 ]        |
| 2018 | James Cameron's Story of Science Fiction | [ 33 ]        |
| 2019 | Making Waves: The Art of Cinematic Sound | [ 34 ]        |